# Höllberg (Starnberg)
Der Höllberg  ist ein 657 m hoher Berg im Bayerischen Alpenvorland nördlich des Starnberger Sees.
Der flache, lang gezogene Bergrücken ist stark bewaldet und grenzt ostseitig an das Würmtal mit der Nagelfluhwand als Naturdenkmal mit Nummer 188A002.